# Donald Kingsbury
Pour les articles homonymes, voir Kingsbury.
Œuvres principales
- Parade nuptiale
- Psychohistoire en péril

Donald Kingsbury, né le 12 février 1929 à San Francisco en Californie, est un auteur canadien de science-fiction. Kingsbury a enseigné les mathématiques à l'université McGill à Montréal, depuis 1948 jusqu'à sa retraite. À l'université McGill il a enseigné les mathématiques pendant trois ans et, à la suite d'un incident survenu à l'université, il doit quitter l'établissement.[réf. nécessaire]

## Œuvres

### Romans
- Parade nuptiale ((en) Courtship Rite, Simon et Schuster, 1982)Prix Locus du meilleur premier roman 1983 et prix Compton-Crook 1983
- (en) The Moon Goddess and the Son, Baen Books, 1986
- Psychohistoire en péril ((en) Psychohistorical Crisis, Tor Books, 2001)